# Laterina
Laterina ist ein Ortsteil (Fraktion, italienisch frazione) von Laterina Pergine Valdarno in der Provinz Arezzo in der Region Toskana in Italien.

## Geografie

Lage der ehemaligen Gemeinde von Laterina in der Provinz Arezzo

Die ehemalige Gemeinde erstreckte sich über rund 24 km². Laterina liegt etwa 14 km nordwestlich der Provinzhauptstadt Arezzo und 50 km südöstlich der Regionalhauptstadt Florenz am Arno (6 km im Gemeindegebiet). Weitere wichtige Gewässer sind die Torrenti Agna (3 von 14 km im Gemeindegebiet), Bregine (4 von 11 km im Gemeindegebiet) und L’Oreno (3 von 6 km im Gemeindegebiet).
Der Ort liegt in der klimatischen Einordnung italienischer Gemeinden in der Zone D, 2 000 GR/G und im Bistum Arezzo-Cortona-Sansepolcro.
Zu den Ortsteilen zählen Casanuova (248 m s.l.m., ca. 120 Einwohner) und Ponticino (255 m s.l.m., ca. 1500 Einwohner, zum Teil auch Ortsteil von Pergine Valdarno).

## Geschichte
Der Name entstammt dem lateinischen later bzw. lateris (dt. Ziegel) und bis heute ist der Ort mit der Ziegelbrennerei eng verbunden. Die Entwicklung des Ortes begann ca. im 11. Jahrhundert, wichtig wurde er allerdings erst 1272, als das ghibellinische Arezzo sich vor der Expansion des guelfischen Florenz schützen wollte und in Laterina eine Burg errichtete. Diese wurde 1288 nach acht Tagen Belagerung von Florenz eingenommen. An gleicher Stelle entstand zehn Jahre später die Rocca, diesmal von den Florentinern gebaut und stärker befestigt, aber auch diesmal nur von kurzer Dauer: Die Ubertini eroberten 1304 den Ort für die Aretiner zurück. Um 1326 bis circa zehn Jahre später fanden weiter Herrscherwechsel statt: Der Erzbischof von Arezzo, Guido Tarlati, ließ den Ort zerstören, sein Nachfolger aus der Familie der Ubertini baute ihn wieder auf, diesmal allerdings mit Hilfe der Florentiner, den Ort dann auch der Republik angliederten. Die Ghibelliner aus Arezzo versuchten darauf mehrfach, den Ort wieder in ihren Besitz zu bringen, bis sie am 5. November 1384 in Laterina von Florenz (mit französischer Unterstützung) endgültig besiegt wurden. 1744 wurde die Gemeinde in den Bezirk Ambratal (it. Valdambra, der Ambra ist ein linker Nebenfluss des Arno) eingeordnet, ab dem Jahrhundertwechsel unterstand sie dann der Podesteria Montevarchi. Aus dem Mittelalter sind noch einige Bauwerke bis heute erhalten geblieben, wie z. B. Teile der Stadtmauern, zwei Stadttore (Porta Guinigi/Torre Guinigi und Porta Fredda/Porta Ghianderino) und Teile der Festung (Rocca).
Am 1. Januar 2018 fusionierte der Ort mit der Nachbargemeinde Pergine Valdarno zur neuen Gemeinde Laterina Pergine Valdarno. In dem Referendum vom 29. und 30. Oktober 2017 stimmten in Laterina 57,00 % (52,37 % Wahlbeteiligung) für den Zusammenschluss. Das Gesetz zur Fusion der beiden Gemeinden ist das Legge Regionale n.55 vom 5. Dezember 2017. Das Rathaus befindet sich weiterhin in Laterina.

## Sehenswürdigkeiten

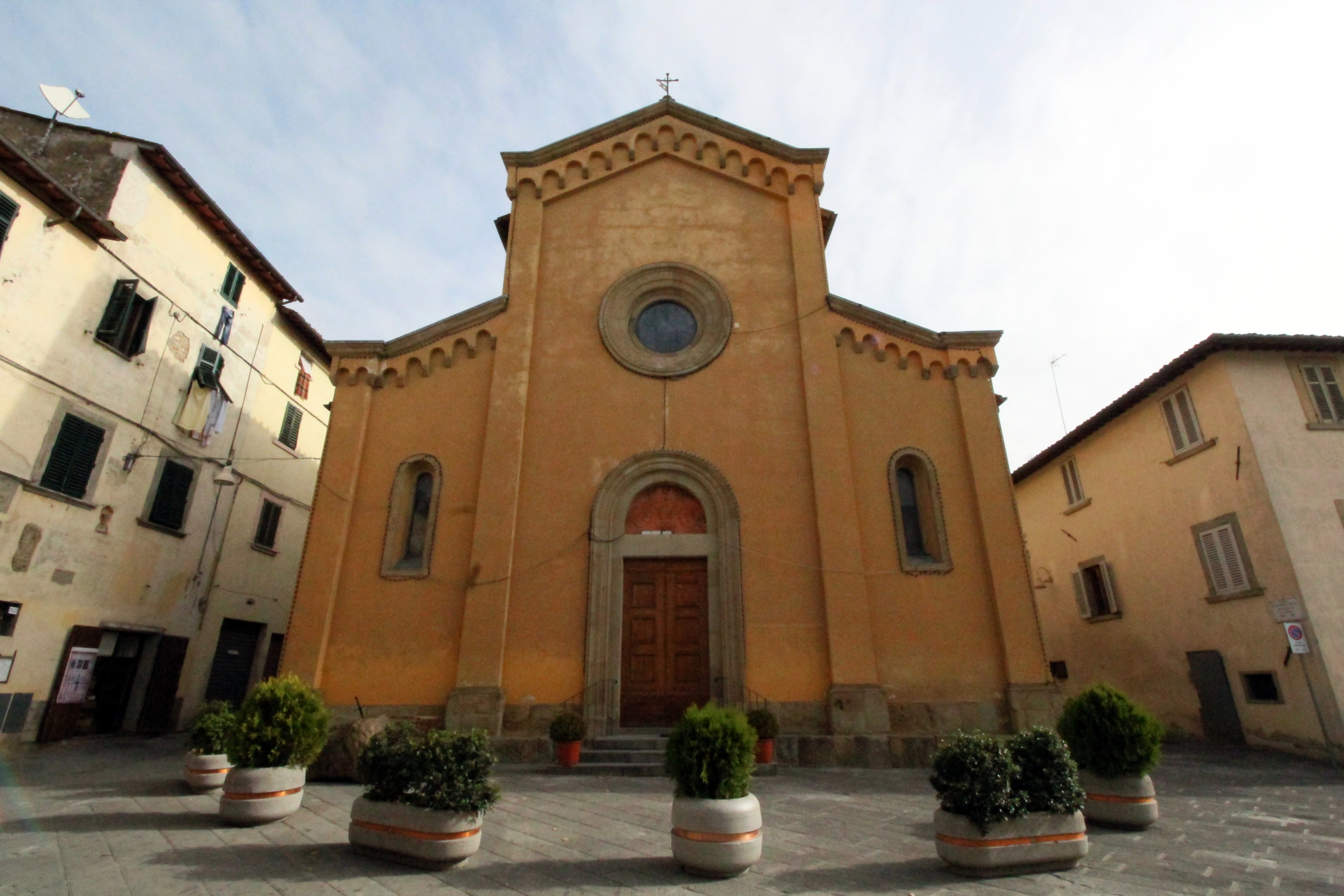
Die Pieve dei Santi Ippolito e Cassiano im Ortszentrum von Laterina

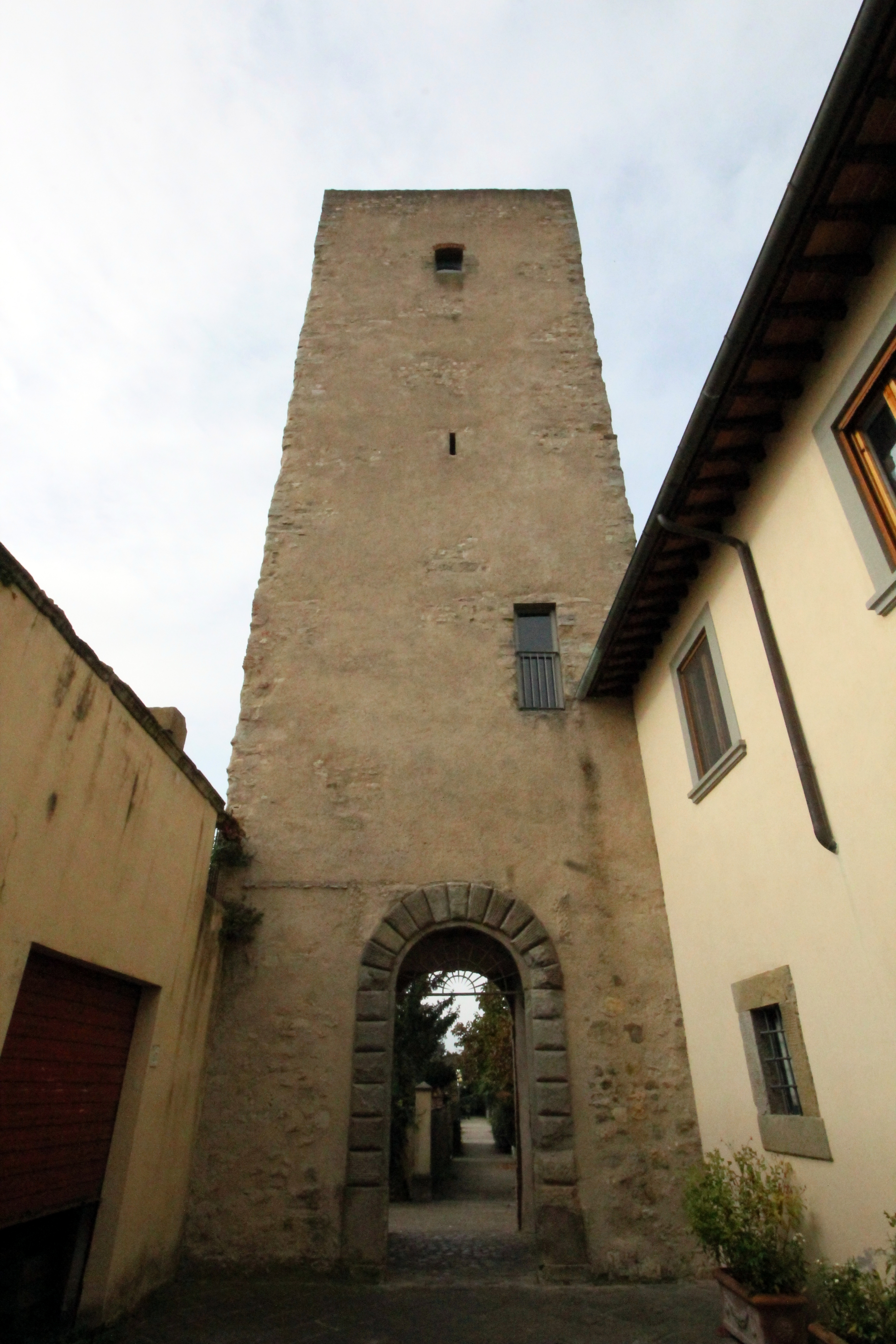
Der Torre Guinigi (Porta Guinigi), eines der beiden erhaltenen Stadttore nahe dem Palazzo Guinigi

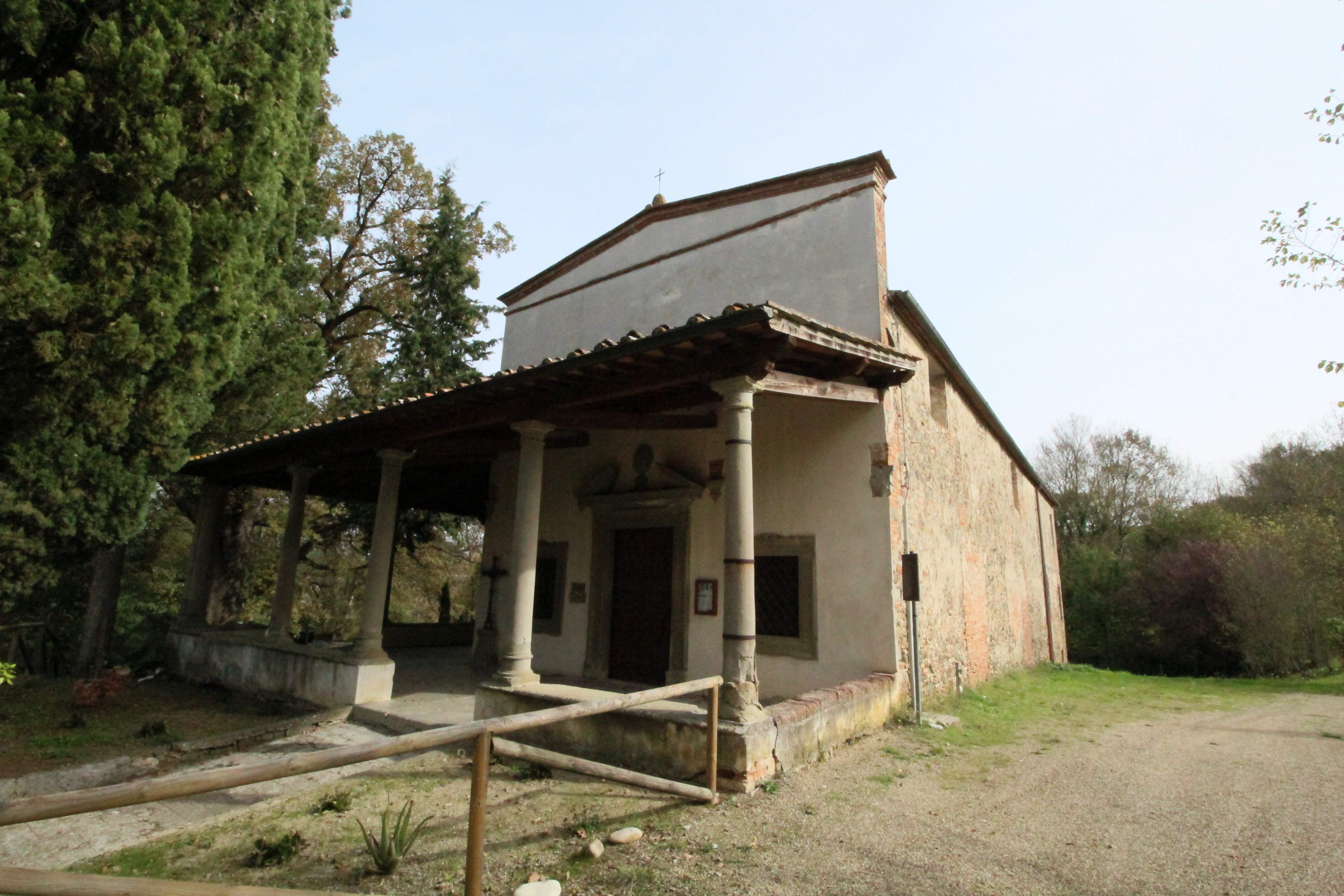
Santuario Santa Maria in Valle

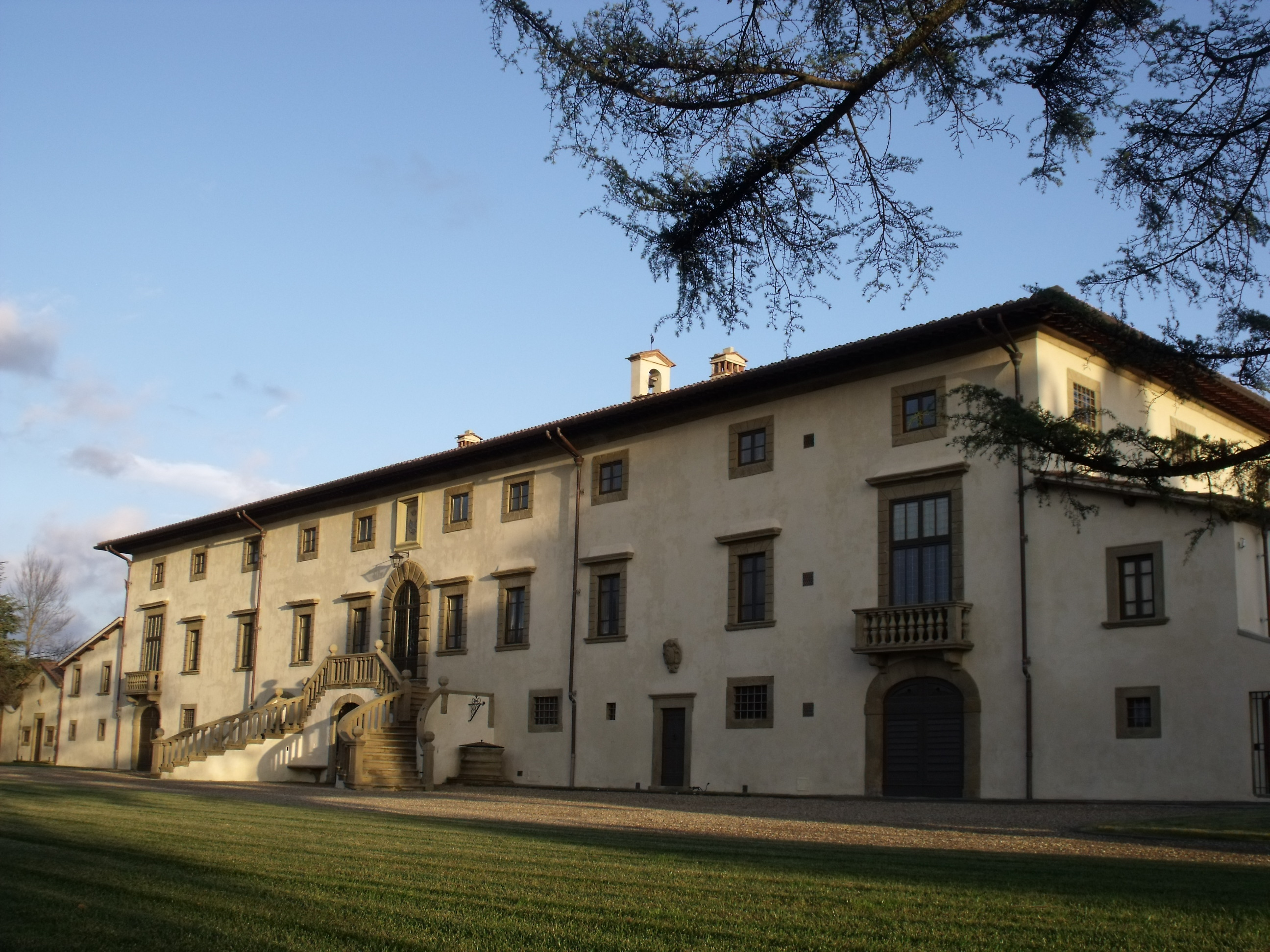
Die Villa Monsoglio

- Pieve dei Santi Ippolito e Cassiano, im 13. Jahrhundert entstandene Pieve und Hauptkirche des Ortes. Wurde nach dem Erdbeben 1919 wieder aufgebaut. Enthält von Domenico Puligo das Werk Madonna col Bambino fra i santi Ippolito e Cassiano und von Giovanni Balducci das Werk Madonna del Rosario.[7]
- Santa Maria della Neve, Kirche im Ortskern.
- Oratorio di San Biagio, Kirche im Ortskern.
- Chiesa di San Lorenzo e Sant’Andrea, ehemalige Kirche, beheimatet heute das Teatro Comunale.[8]
- Palazzo Comunale, heutiges Rathaus im Ortskern.
- Palazzo Guinigi, Palazzo im Ortskern.
- Torre Guinigi, Turm der mittelalterlichen Stadtbefestigung und westliches Stadttor.[8]
- Porta Fredda, auch Porta di Ghianderino genannt, ältestes mittelalterliche Stadttor.[8]
- Oratorio di San Rocco, im 16. Jahrhundert entstandenes Oratorium kurz außerhalb der Stadtmauern vor dem Torre Guinigi.[8]
- Pieve dei Santi Ippolito e Cassiano, auch Le Pievi genannt, Pieve außerhalb der Stadtmauern.
- Villa di Monsoglio, ehemaliges Hospital außerhalb der Stadtmauern, wurde am Ende des 17. Jahrhunderts von der Familie Peruzzi zur Villa umgestaltet.[8]
- Santuario di Santa Maria in Valle, ehemalige Kirche und heutiges Sanktuarium linksseitig (südlich) des Arno. Entstand in der Mitte des 17. Jahrhunderts an der Stelle der ehemaligen Kirche, die bereits im 12. Jahrhundert von der Abtei Abbazia di Nonantola dokumentiert wurde (wahrscheinlich wesentlich älter und vor dem Jahr 1000 entstanden) und im 17. Jahrhundert aufgrund der Baufälligkeit abgerissen wurde. 1678 entstand der Portikus. Enthält das Gemälde Madonna col Bambino von Margaritone d’Arezzo (Margarito di Arezzo), das sich zuerst in der alten Kirche befand und seit 1640 wieder in Santa Maria in Valle befindet. Das Gemälde wurde 1979 gestohlen, jedoch im gleichen Jahr wiedergefunden. Von 1980 bis 1984 wurde das Gebäude restauriert.[9]
- San Pietro, Kirche im Ortsteil Casanuova.
- San Bartolomeo, Kirche in Vitereta.
- Ponte Romito, Brückenruine am Arno. Wurde erstmals 1198 erwähnt und stürzte 1703 ein.[10]

## Verkehr
- Der Ort liegt mit den Haltepunkten Laterina und Ponticello an der Bahnstrecke Florenz-Rom. Beide Haltestellen befinden sich südlich des Arno und wurden in den 1860er-Jahren in Betrieb genommen.
- Durch das südliche Gemeindegebiet verläuft die Autostrada A1/E 35 von Mailand nach Neapel. Nächstgelegene Anschlussstelle ist Arezzo (ca. 20 km südlich) oder Valdarno nahe Montevarchi (ebenfalls ca. 20 km)

## Traditionen
- Palio della Rana, eine Art Tauziehwettbewerb, findet im Ortsteil Ponticino jeden letzten Sonntag im Juni statt. Die Ursprünge reichen bis ins 18. Jahrhundert zurück. Der Kampf um den Palio (bemalte Fahne) findet zwischen den beiden Ortsteilen Tornaia (weiß-grüne Farben)  und Cavi (gelb-rote Farben) statt.[11]

## Persönlichkeiten
- Pupo (* 1955 in Ponticino), Sänger

## Gemeindepartnerschaften
- Gréasque, Département Bouches-du-Rhône, Frankreich, seit 1994
- Bir Enzaran, Westsahara